# فووا میتسوهارو
فووا میتسوهارو (به ژاپنی: 不破 光治 Fuwa Mitsuharu); – ۱۴ دسامبر ۱۵۸۰) سامورایی اهل ژاپن در دوره سنگوکو و دوره آزوچی-مومویاما بود. وی در ابتدا از ملازمان سایتو دوسان بود بعد به خدمت اودا نوبوناگا درآمد.